# غريغ غيلبرت
غريغ غيلبرت (بالإنجليزية: Greg Gilbert)‏ (و. 1962  م) هو لاعب هوكي الجليد، ومدرب هوكي جليد كندي، ولد في ميسيساغا.

## جوائز
حصل على جوائز منها:
- كأس ستانلي.

## روابط خارجية
- غريغ غيلبرت على موقع دوري الهوكي الوطني (الإنجليزية)
- غريغ غيلبرت على موقع EliteProspects.com (الإنجليزية)
- غريغ غيلبرت على موقع HockeyDB.com (الإنجليزية)
- غريغ غيلبرت على موقع Hockey-Reference.com (الإنجليزية)